# Мужская сборная Хорватии по баскетболу 3×3
Мужская сборная Хорватии по баскетболу 3×3 представляет Хорватию на международных соревнованиях по баскетболу 3×3. Управляющим органом является Хорватская федерация баскетбола.
По состоянию на 4 сентября 2024, мужская сборная Хорватии по баскетболу 3×3 занимает 27-е место в мировом рейтинге ФИБА мужских сборных по баскетболу 3×3.

## Результаты выступлений
| Турнир                             | Золото | Серебро | Бронза | Всего |
| ---------------------------------- | ------ | ------- | ------ | ----- |
| Чемпионат мира по баскетболу 3×3   | —      | —       | —      | —     |
| Чемпионат Европы по баскетболу 3×3 | —      | —       | —      | —     |
| Средиземноморские игры             | —      | —       | —      | —     |
| Итого                              | —      | —       | —      | —     |

### Чемпионат мира по баскетболу 3×3
| Год         | Место          | Игры           | Победы         | Поражения      | Состав команды                                                |
| ----------- | -------------- | -------------- | -------------- | -------------- | ------------------------------------------------------------- |
| 2012        | не участвовали | не участвовали | не участвовали | не участвовали | не участвовали                                                |
| Москва 2014 | 5              | 7              | 5              | 2              | Duje Kaliterna, Hrvoje Marin, Toni Vitali, Bozidar Vrdoljak   |
| 2016—2017   | не участвовали | не участвовали | не участвовали | не участвовали | не участвовали                                                |
| Bocaue 2018 | 10             | 4              | 2              | 2              | Duje Kaliterna, Hrvoje Marin, Toni Mindoljevic, Ivan Rašetina |
| 2019—н. в.  | не участвовали | не участвовали | не участвовали | не участвовали | не участвовали                                                |

### Чемпионат Европы по баскетболу 3×3
| Год            | Место          | Игры           | Победы         | Поражения      | Состав команды                                              |
| -------------- | -------------- | -------------- | -------------- | -------------- | ----------------------------------------------------------- |
| 2014—2022      | не участвовали | не участвовали | не участвовали | не участвовали | не участвовали                                              |
| Иерусалим 2023 | 11             | 2              | 0              | 2              | Jure Gunjina, Željko Jović, Stipe Krstanović, Ivan Rašetina |
| Вена 2024      | 11             | 2              | 0              | 2              | Fran Jacović, Željko Jović, Stipe Krstanović, Ivan Rašetina |

### Средиземноморские игры
| Год            | Место | Игры | Победы | Поражения | Состав команды                                            |
| -------------- | ----- | ---- | ------ | --------- | --------------------------------------------------------- |
| Таррагона 2018 | 7     | 3    | 1      | 2         | Petar Dubelj, Karlo Kovac, Karlo Mikšić, Matej Radunić    |
| Оран 2022      | 4     | 5    | 2      | 3         | Mario Rajčić, Luka Radoš, Ivan Nakić-Vojnović, Ivan Vrgoč |